# Histoire du Territoire du Nord
L'histoire du Territoire du Nord, en Australie a commencé il y a plus de 40 000 ans quand les premiers Aborigènes s'installèrent dans la région. À partir des années 1600, les commerçants de Makassar commencèrent à établir des relations commerciales avec les habitants de la région (les Yolngus) pour troquer contre des couteaux, de la nourriture et du tabac, des holothuries qu'ils allaient revendre aux chinois. 
Pour les Européens, la côte nord de l'Australie fut découverte par les marins hollandais au XVIIe siècle. Puis au début du XIXe siècle, les Britanniques commencèrent à occuper le reste du pays. Ils cherchèrent très vite à s'installer dans la région en y construisant des forts et en essayant d'y implanter des colons. Mais les conditions climatiques et la dureté de vie du pays firent échouer toutes ces tentatives jusqu'à la découverte de la baie de Darwin et à l'installation de colons sur ce site en 1869. 
L'administration du Territoire du Nord d'abord confiée à l'Australie-Méridionale lui fut retirée et transférée au Commonwealth d’Australie en 1911. 
En 1942, les Japonais ont attaqué Darwin. 
Vers la fin du XXe siècle, le Territoire est devenu une destination touristique de renommée mondiale, avec des parcs nationaux d'Uluru et Kakadu classés sur la liste de l'UNESCO en tant que patrimoine culturel.

## Histoire des Aborigènes

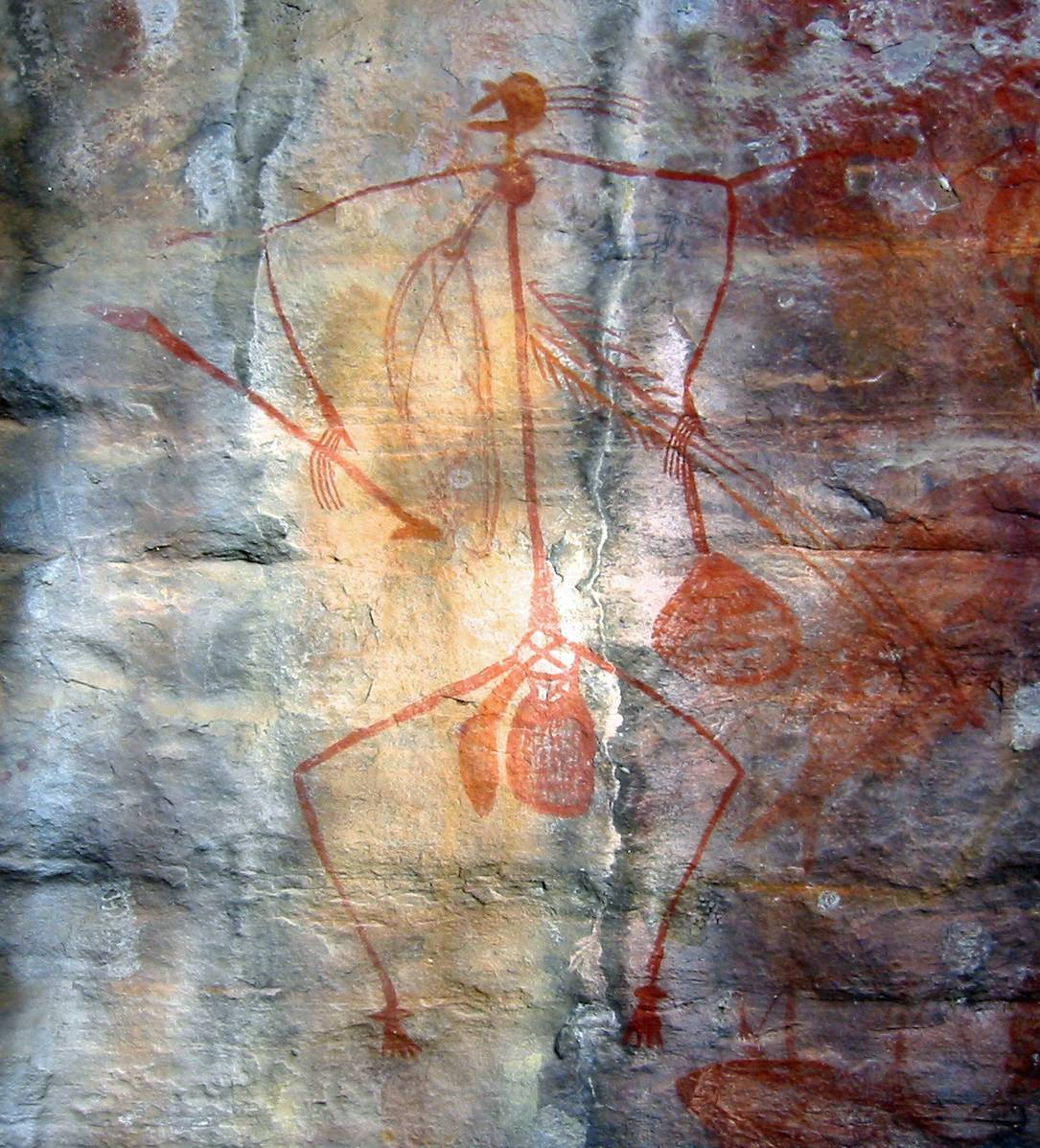
Ubirr Art Site, parc national de Kakadu.

Quoique rares, les vestiges archéologiques, notamment à Malakunanja et Nauwalabila, montrent qu'il y avait des populations humaines dans la région il y a environ 40 000 ans (bien qu'existent des doutes quant aux méthodes de datation). À cette époque, le niveau des mers était 100 à 150 mètres plus bas qu'actuellement et l'Australie et la Nouvelle-Guinée ne formaient qu'un seul ensemble, le Sahul.
Les Aborigènes étaient de remarquables peintres, travaillant sur écorce dans le nord des Territoires du Nord. En termes d'âge et d'abondance, l'art des cavernes en Australie est comparable à celui trouvé dans les emplacements européens mondialement renommés comme ceux de Lascaux en France et d'Altamira en Espagne. Les peintures sur les roches (« Rock Art ») témoignent d'une culture riche des premiers habitants mais il est très difficile de suivre l'évolution de cette culture, de nombreuses peintures ayant été reprises et retravaillées par des générations successives. Cependant les archéologues ont été capables d'identifier trois grandes périodes dans cette histoire : une première période de climat sec où l'on trouve des peintures d'animaux disparus, une deuxième avec la remontée du niveau des eaux et l'apparition d'animaux marins, une dernière beaucoup plus récente où l'on retrouve la faune actuelle mais aussi des peintures de commerçants indonésiens, d'Européens avec leurs fusils. Ces peintures montrent également l'évolution des technologies avec les différentes armes de chasse : les boomerangs d'abord, suivis par les premiers woomeras-courts- puis par des woomeras plus longs avant d'être remplacés par des fusils. Les Parcs nationaux d'Uluṟu-Kata Tjuṯa et de Kakadu sont classés sur la liste de l'UNESCO en tant que patrimoine culturel et présentent une histoire des techniques et du mode de vie illustrée par des peintures,,
Des peintures rupestres datant de l'époque de Jésus-Christ trouvées dans le Territoire du Nord montrent des images de didgeridoo. Les danses et cérémonies indigènes y sont exécutées depuis des temps immémoriaux. Ces rituels avec le chant et la décoration du corps dépeindraient souvent des contes du Temps du rêve. Le temps du rêve (Tjukurpa en langue anangu) aussi appelé le rêve, est le thème central de la culture des Aborigènes d'Australie. 
Le dingo a été introduit il y a environ 5 000 ans et il s'intégra très vite aux sociétés aborigènes où il joua un rôle utile en aidant à la chasse et en apportant de la chaleur pour les nuits froides.

## Commerçants de Makassar

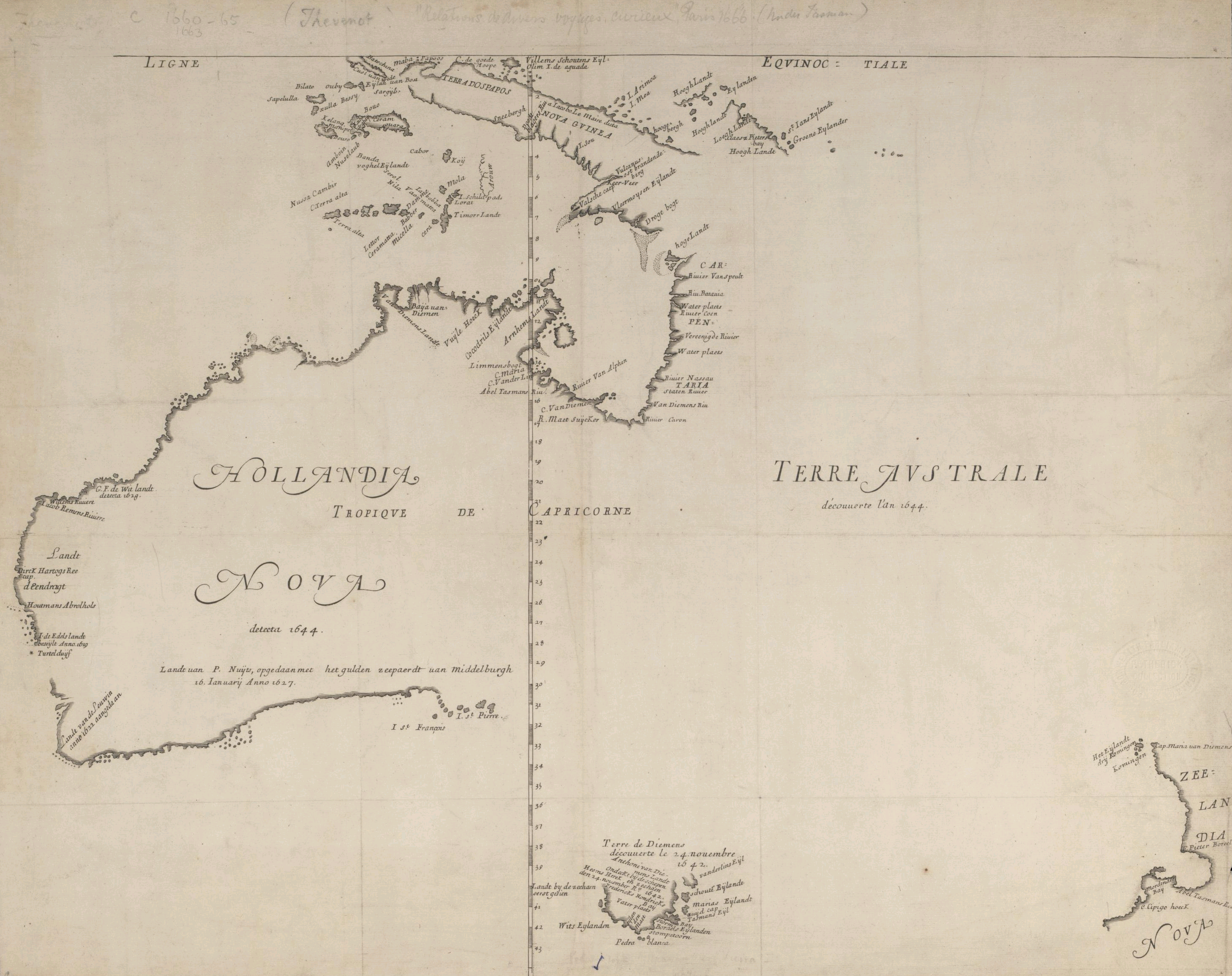
Terre Australe découverte l'an 1644 de Thevenot, dans Relations de divers voyages curieux, 1663.

La date de début des trocs entre les commerçants de Makassar (Célèbes, Indonésie) et les Aborigènes est incertaine. Ce commerce, attesté en 1720, peut avoir préexisté durant trois cents ans. Le commerce s'étendait depuis le Kimberley jusqu'à l'est du golfe de Carpentarie. Les commerçants apportaient des vêtements, de l'alcool, du tabac, des armes qu'ils échangeaient contre le droit de pêcher des holothuries et le travail des Aborigènes.

## Premiers Européens
Le premier Européen connu pour avoir longé les côtes du Territoire du nord est le navigateur hollandais Willem Janszoon  à bord du bateau Duyfken en 1623. Abel Tasman (1603-1659) et de nombreux navigateurs français longèrent aussi les côtes et baptisèrent les principaux endroits remarquables. L'admiral britannique Philip Parker King (1791-1856) fit aussi de nombreux relevés.

## Colonisation européenne
Après l'installation des premiers Européens en Australie en 1788, les Britanniques firent quatre tentatives infructueuses pour installer des colons dans le Territoire du Nord avant de réussir à Darwin.
Le 30 septembre 1824, le capitaine britannique James Gordon Bremer créa Fort Dundas sur Melville, une dépendance de la colonie anglaise de Nouvelle-Galles du Sud. Cependant les mauvaises relations avec les Aborigènes, les cyclones et d'autres difficultés liées au climat tropical aboutirent à l'abandon du fort en 1828. Une deuxième tentative fut faite sur la péninsule Cobourg à Raffles Bay le 18 juin 1827 avec le Fort Wellington créé par le capitaine James Stirling. Il fut abandonné en 1829.
Les Britanniques firent une troisième tentative en 1838, en créant Fort Victoria à Port Essington le 27 octobre 1838. Bremer fut le responsable du nouveau camp que visita en juillet 1839 l'équipage du « HMS Beagle ». Bremer quitta le camp en 1839 et les conditions se dégradèrent très vite. L'explorateur Ludwig Leichhardt vint s'installer à Port Essington et tenta un déménagement du camp; un prêtre catholique, le père Angelo Confalonieri vint s'installer dans le camp en 1846; cependant rien n'y fit et le camp fut abandonné le 1er décembre 1849.
En 1863, le Territoire du Nord fut annexé par l'Australie-Méridionale par lettre patente de la Reine Victoria. À la suite de cette annexion, une quatrième tentative de colonisation eut lieu en 1864 à Escape Cliffs, à environ 75 kilomètres de l'actuelle ville de Darwin. Le colonel Boyle Travis Finniss fut nommé responsable du camp mais il se heurta à maintes reprises aux Aborigènes locaux, les Marananggu, de sorte qu'il fut rappelé à Adélaïde et le campement fut abandonné en 1867. Le gouvernement d'Australie-Méridionale essaya de trouver de nouveaux sites capables de recevoir des colons en envoyant dans la région l'explorateur John McKinlay mais sans succès.
Finalement, le 5 février 1869, George Goyder, le Surveillant-Général d'Australie-Méridionale, installa un petit camp de 135 personnes à Port Darwin. Goyder appela l'endroit Palmerston, en l'hommage au premier ministre britannique Lord Palmerston, décédé quatre ans plus tôt. En 1870, les premiers pylônes pour le télégraphe intercontinental furent dressés à Darwin permettant à l'Australie d'être reliée au reste du monde. La construction de la Ligne télégraphique transaustralienne entraina une meilleure exploration de l'intérieur du pays. La ville d'Alice Springs au centre du continent est alors née et la découverte d'or à Pine Creek dans les années 1880 provoquant le développement de la nouvelle colonie.

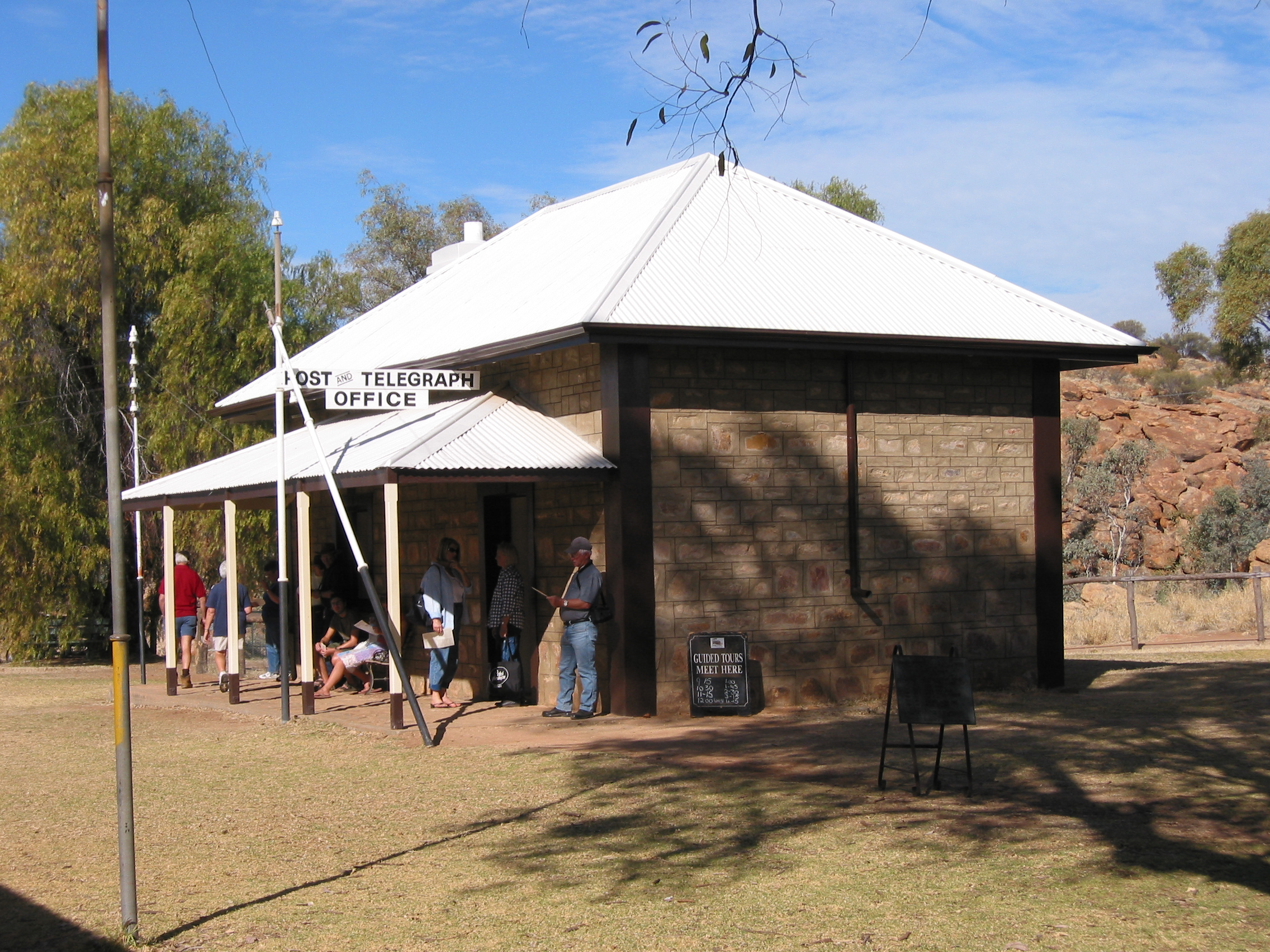
Alice Springs Bureau de la ligne télégraphique transaustralienne.

Des découvertes archéologiques à l'est et à l'ouest d'Uluru indiquent la présence de campements humains dans la région il y a plus de 10 000 ans. Les Européens arrivent dans le désert occidental australien dans les années 1870. Kata Tjuta et Uluru sont cartographiés pour la première fois à l'occasion des expéditions menées dans le cadre de la construction de la ligne télégraphique transaustralienne. En 1872, Ernest Giles observe, depuis un point proche de Kings Canyon, le site de Kata Tjuta qu'il nomme mont Olga. Il ne peut se rendre sur place, barré par le lac Amédée. L'année suivante, William Gosse visite Uluru et lui donne le nom d'Ayers Rock.
Des expéditions postérieures sont organisées dans le but d'évaluer les possibilités d'activités pastorales dans la région. À la fin du XIXe siècle, des éleveurs tentent de s'établir en bordure de la South western/Petermann Reserve ; les affrontements entre les Aṉangu et les Blancs se multiplient et deviennent plus violents. À cause des pâtures et de la sécheresse, les réserves en nourriture du bush s'épuisent. La compétition pour s'approprier les ressources provoque des conflits entre les deux populations et entraîne l'intensification des patrouilles de police. Plus tard, au cours de la dépression des années 1930, des Aṉangus seront engagés pour la chasse aux dingos avec les doggers qui les initieront à la nourriture et aux modes de vie occidentaux.
La ligne télégraphique traverse les terres du peuple Arrernte de l'Australie centrale. Des missionnaires luthériens et des pastoralists suivirent. Les Luthériens ont établi la mission de Hermannsburg en 1877. Des conflits entre les pastoralists et l'Arrernte menés à l'établissement d'une force de police indigène menée par l'agent de police William Wilshire. Son conduite notoire contre l'Arrernte a eu comme conséquence qu'il fut le premier policier à mettre sur l'épreuve pour le meurtre en Australie-Méridionale. Frank Gillen, un opérateur de télégraphe a collaboré avec l'anthropologue Walter Baldwin Spencer pour écrire le livre célèbre The Native Tribes of Central Australia au sujet des Arrentes en 1899. Le livre a fourni la première étude étendue d'une société australienne indigène pour la publication globale.

## XXesiècle

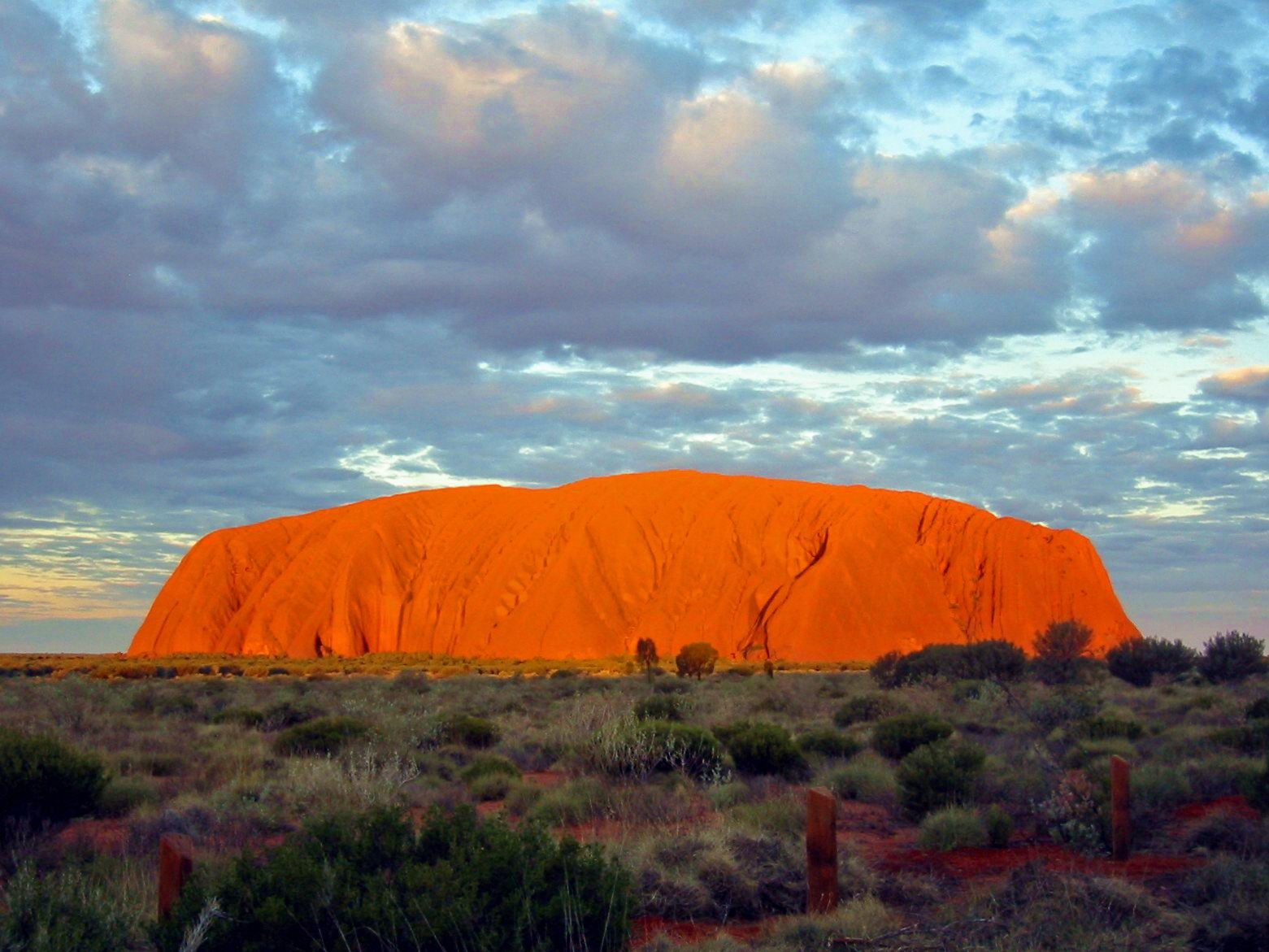
Les premiers touristes arrivent à Uluru en 1936.

Le 1er janvier 1911, dix ans après la création de la fédération australienne, l'administration du Territoire du Nord fut retirée à l'Australie-Méridionale et transférée au Commonwealth australien à la suite du Northern Territory Surrender Actde 1908 et au Federal Northern Territory Acceptance Act de 1910. he Northern Territory (Administration) Act indiquait que le gouvernement du Territoire était assuré par un administrateur nommé par le Gouverneur général d'Australie. Cet administrateur était sous la dépendance du gouvernement australien et plus particulièrement d'un ministre chargé de le superviser.
En 1912 eurent lieu plusieurs propositions de renommage de l'État, dont celui de « Kingsland » (par analogie au Queensland) fut la plus importante.
Pendant une courte période, entre 1926 et 1931, le Territoire du Nord fut divisé en deux par le 20e parallèle : l'Australie du nord et l'Australie centrale. Puis pendant une courte période, il fut envisagé d'attribuer une partie du pays à la communauté juive pour en faire sa terre d'accueil qui fut surnommée la « Terre non promise ».
Entre 1918 et 1921, de vastes zones du Territoire du Nord sont classées en réserves aborigènes et constituant ainsi des sanctuaires pour les populations nomades qui n'avaient virtuellement aucun contact avec les colons. Ainsi, en 1920, une partie de l'actuel parc national d'Uluru-Kata Tjuta est officiellement déclarée réserve aborigène par le gouvernement australien par décret aborigène.
Les premiers touristes arrivent à Uluru en 1936. Les premières installations permanentes sont construites dans les années 1940 en accord avec la politique de développement aborigène et dans le but de promouvoir le tourisme. En 1958, la zone est nommée parc national d'Ayers Rock-Mount Olga.

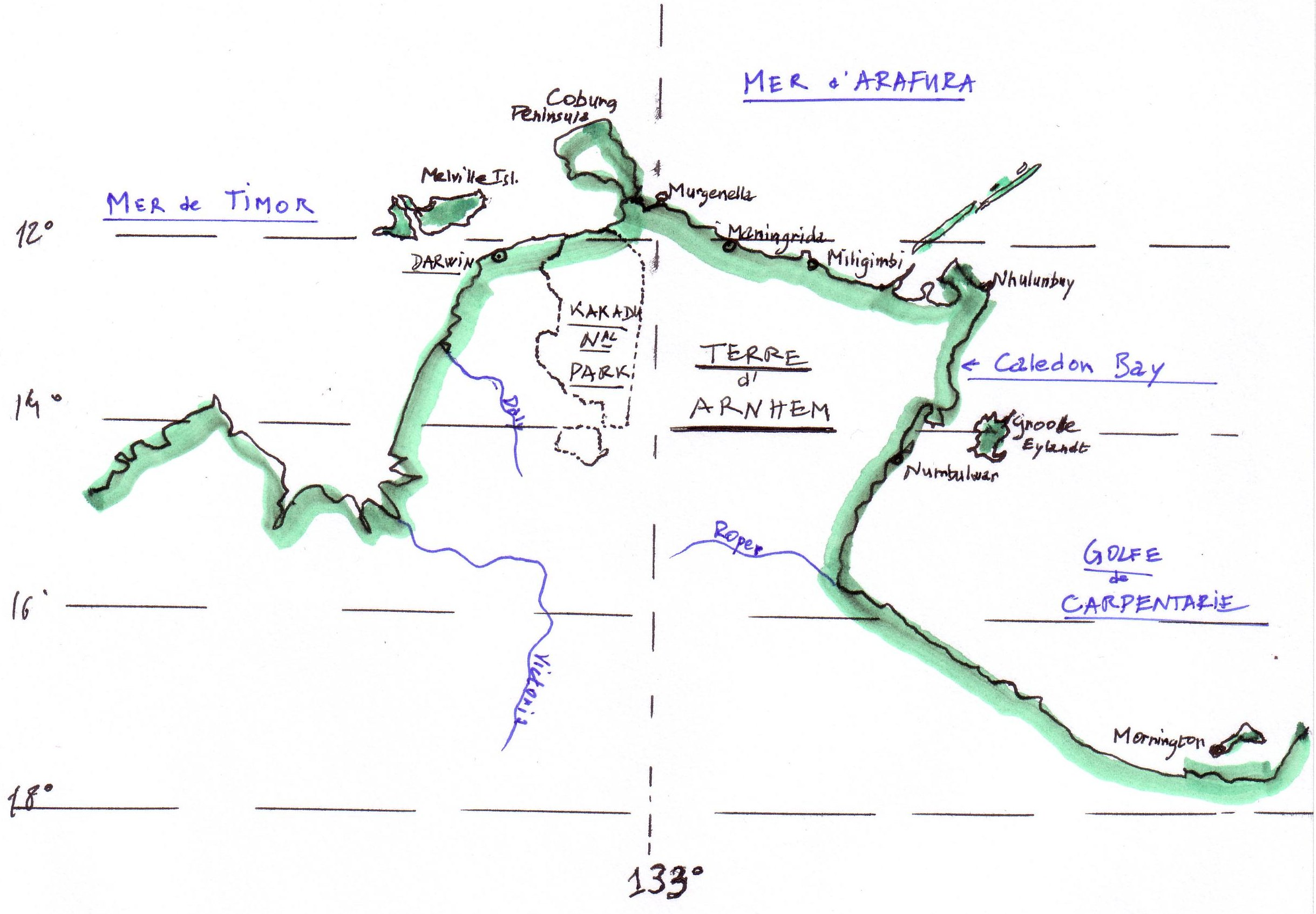
La Terre d'Arnhem

En 1932-1933, la crise de Caledon Bay mène au procès Dhakiyarr v le roi (1934). La dispute violente sur une propriété a vu les Indigènes faire appel à la Haute Cour d'Australie pour la première fois. Pendant les années 1930, les Yolngus de la Terre d'Arnhem étaient un des derniers bastions de l'Australie indigène traditionnelle. Dhakiyarr, un Yolngu, fut condamné en 1934 pour le meurtre d'un policier. L'opinion publique était contre cette condamnation parce que, à l'évidence, Dhakiyarr avait voulu protéger son épouse et la Haute Cour annula la condamnation comme déni de justice. Dhakiyarr disparut après son acquittement et on pense qu'il a été assassiné. En 1935, l'anthropologue Donald Thomson arrive en terre d'Arnhem pour faire la paix avec le Yolngu. Pendant la Seconde Guerre mondiale, Thomson a créé l’Unité spéciale de reconnaissance du Territoire du Nord pour que des Yolngus patrouillent pour prévenir de toute d'invasion japonaise.

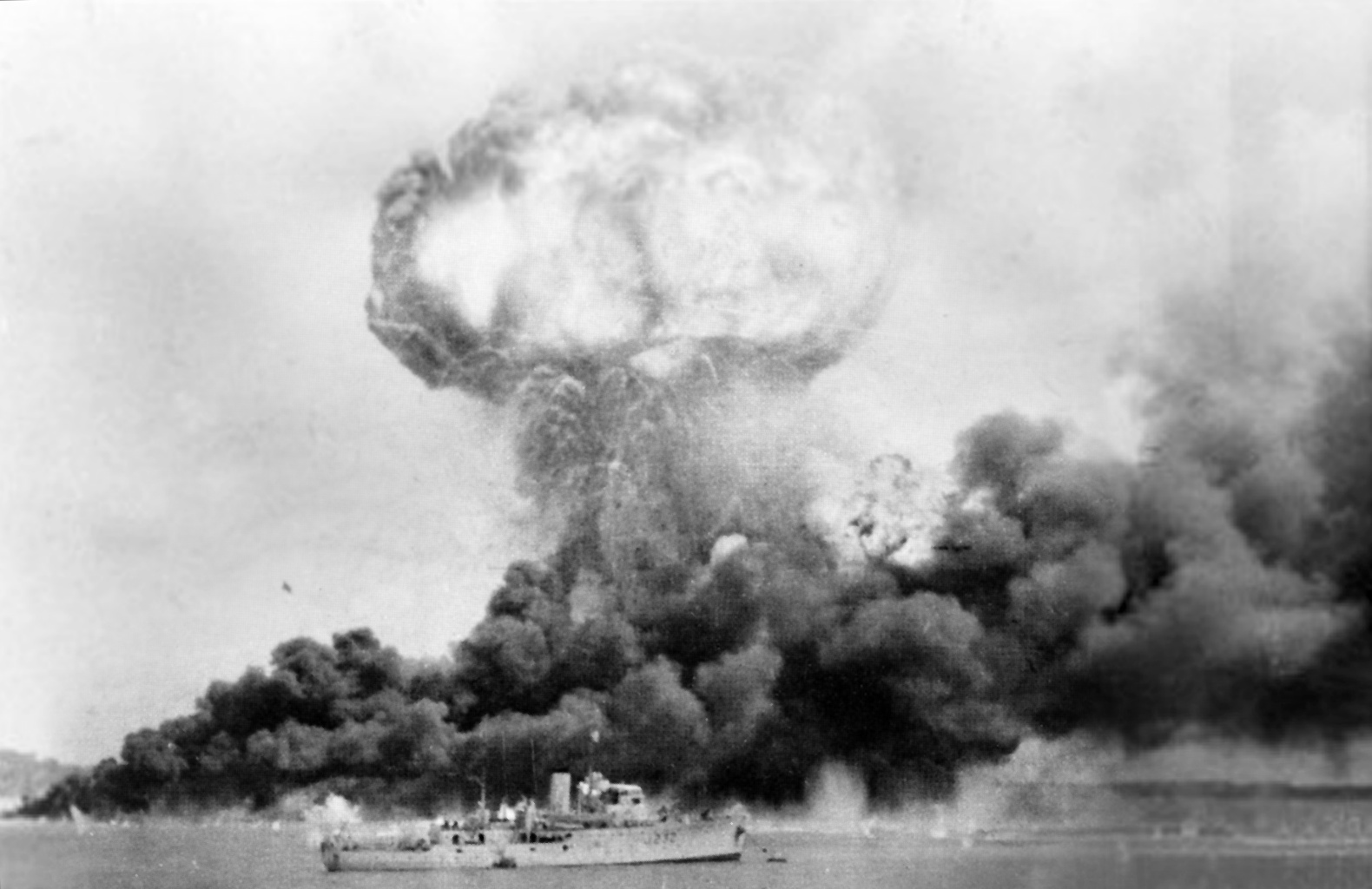
Explosion lors des bombardements de Darwin. Le 19 février 1942, 188 avions japonais attaquent Darwin.

Les services aériens de l'Armée et de la Marine impériales japonaises menèrent une campagne de bombardements contre des objectifs civils et militaires dans le nord de l'Australie notamment contre la ville de Darwin. En décembre 1941, commença l'évacuation des femmes et des enfants vers des centres situés plus au sud. Le 19 février 1942, 188 avions japonais attaquèrent Darwin. Ils bombardèrent les postes d'accostages, les navires de guerre et les bureaux des services de communications. 243 personnes furent tuées et beaucoup plus furent blessées. Darwin a été bombardé 63 fois pendant les mois suivants.
Le bombardement de Darwin a représenté un choc psychologique important pour la population australienne, plusieurs semaines après le début des hostilités avec le Japon. Ces raids ont été les premiers de la centaine de raids aériens contre l'Australie au cours des années 1942 et 1943. La ville australienne n'était pas préparée, et sera attaquée de nombreuses fois par la suite et des centaines de personnes y trouvèrent la mort.
Pendant la guerre, la plupart de l'extrémité nord fut placée sous contrôle militaire et à la fin de la guerre, toute la région fut replacée sous contrôle gouvernemental. Ce fut la seule fois dans l'histoire de l'Australie qu'une partie du pays fut placée sous contrôle militaire.
Les Aborigènes ont continué à lutter pour faire valoir leurs droits sur ce pays et en 1966 se tint, à Wave Hill, une grève et une manifestation du peuple Gurundji. Le gouvernement fédéral de Gough Whitlam chargea  en février 1973 la Woodward Royal Commission d'étudier comment les droits des aborigènes pourraient être respectés dans le Territoire du Nord. La première décision de la commission fut en juillet 1973 de demander la création de deux « Conseils » pour présenter les points de vue des Aborigènes : le Central Land Council et le Northern Land Council. Un avant-projet de loi (Land Rights Bill) fut ainsi adopté par la commission mais le gouvernement de Whitlam fut renversé avant que le texte ne soit voté. The Aboriginal Land Rights (Northern Territory) Act 1976fut finalement adopté par le gouvernement de Malcolm Fraser le 16 décembre 1976 et devint opérationnel le jour de l'« Australia Day » le 26 janvier 1977.
Le cyclone Tracy fut un cyclone tropical qui dévasta la ville de Darwin dans la ville du 24 au 25 décembre 1974. 
Tracy a tué soixante-et-onze personnes, causé pour 837 millions $AUS (1974) et détruit plus de 70 % des édifices de la ville de Darwin dont 80 % des maisons. Plus de 20 000 personnes se sont retrouvées sans abris sur une population de 49 000 habitants. La majorité de la population a donc dû être évacuée vers Adélaïde, Whyalla, Alice Springs et Sydney; beaucoup ne sont jamais retournés. La reconstruction de Darwin s'est faite selon un code du bâtiment para-cyclonique et avec des matériaux plus modernes et solides. Bruce Stannard du quotidien The Age déclara que le cyclone Tracy fut « un désastre de première catégorie... sans précédent dans l'histoire de l'Australie ». 
La première réunion de l'Assemblée législative du Territoire s'est tenue le 20 novembre 1974. L'autonomie a été conférée au Territoire du Nord le 1er juillet 1978 par le Northern Territory (Self-Government) Act 1978 du Commonwealth. Cette Loi sert de constitution au territoire.

## XXIesiècle

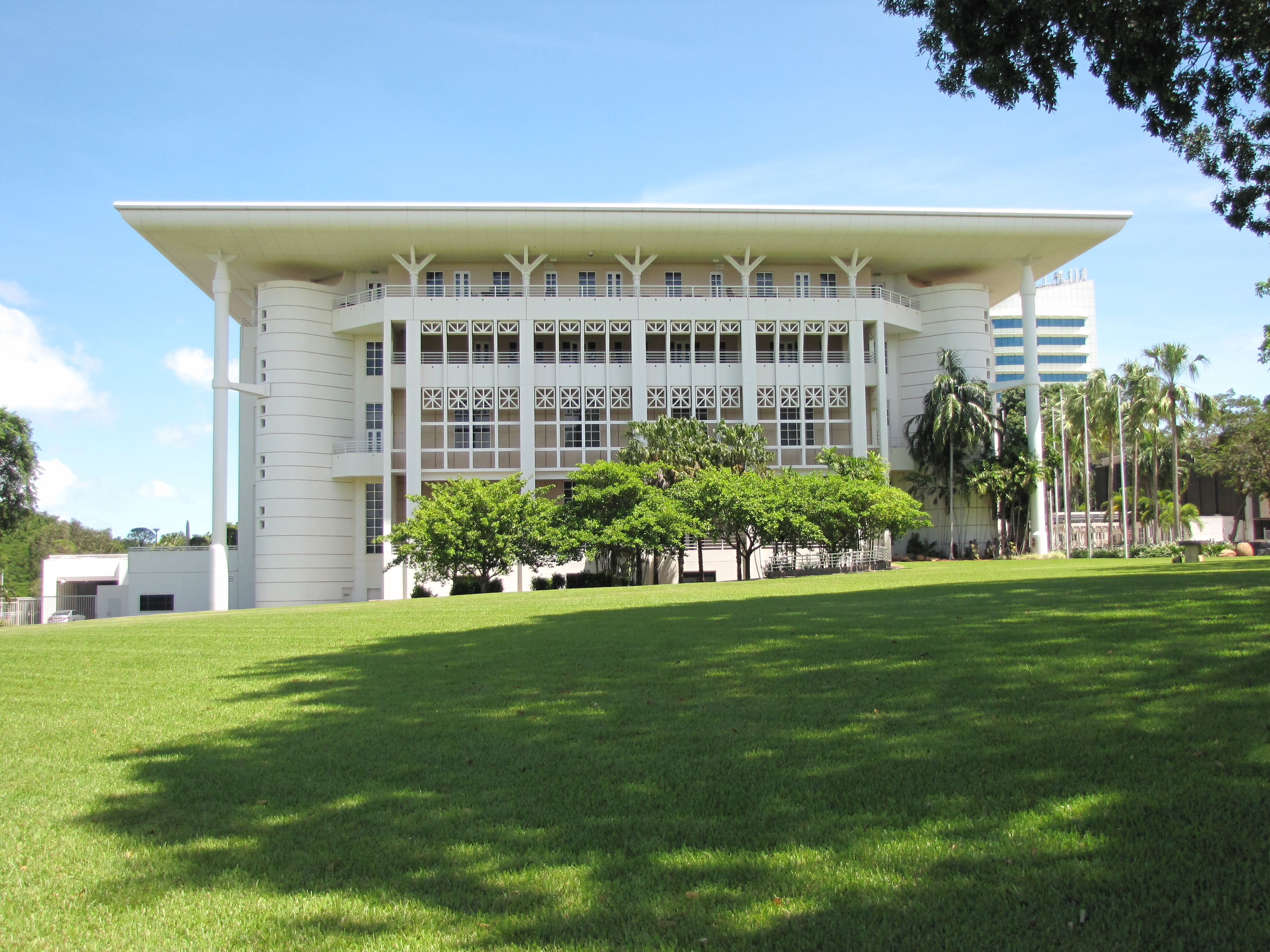
Le bâtiment de l'assemblée législative de Darwin.

Le parc national de Kakadu a été inscrit sur la liste de patrimoine mondial en 1981 et en 1986, le succès du film Crocodile Dundee a augmenté la conscience globale des paysages, de la faune et de la culture uniques du Territoire. En 2006, le film 10 canoës, 150 lances et 3 épouses a présenté l'héritage aborigène du région dans le premier long métrage en langue indigène australien. En 1984, le gouverneur général remet officiellement aux Pitjantjatjara les titres de propriété de la région d'Uluru et, en 1994, il est classé sur la liste de l'UNESCO en tant que patrimoine culturel.
Un grand nouveau bâtiment du Parlement pour l'assemblée législative a été officiellement ouvert par le gouverneur-général, Bill Hayden, en 1994. 
The Ghan, l'express du désert australien, porte le nom donné aux chameliers afghans qui arpentaient avec leurs bêtes les terres de l'Outback. Grâce à ce train, Adélaïde est reliée à Darwin, via Alice Springs, pour un périple de 3 000 kilomètres. La ligne Adelaïde-Alice Springs a été construite en 1929 mais ce n'est qu'en 2004 qu'elle a été prolongée jusqu'à Darwin et ouverte par le premier ministre John Howard.
En 2007, le premier ministre  John Howard déclare la question de la protection des enfants indigènes dans le Territoire du Nord priorité d'aide nationale. Il  interdit l'alcool et envoie des médecins et des policiers dans des régions du Territoire.